# Thrill Ride Pirates
『Thrill Ride Pirates』（スリル・ライド・パイレーツ）は、SuGのメジャー2ndアルバム。2011年3月9日発売。発売元はポニーキャニオン。

## 解説
- テーマは'海賊たちの船上遊園地'-死ヌ気デ生キル、準備ハ良イカ？-。
- 前作からまる1年でのリリース。
- シングル3曲とDVDシングル (album version) を収録。
- 3939セット限定 SPECIAL BOX、初回生産限定盤はアルバムリード曲「welcome II〜mad$hip」MUSIC CLIP、台湾または渋谷C.C.Lemonホールでのライヴ映像などを収録したDVD付き。通常盤はCDオンリーでSPECIAL BOXや初回生産限定盤より1曲多く収録。

## 収録曲

### CD
1. welcome II
2. mad$hip
3. R.P.G.〜Rockin' Playing Game
メジャー3rdシングル
4. Crazy Bunny Coaster
メジャー4thシングル。本作の先行シングル
5. funky ldiot
6. Fast Food Hunters
7. Pimp My Cars
8. Extreme fall
9. 無条件幸福論 (album version)
DVDシングル。
10. 「口約束」
11. TRiPbeats
12. 小悪魔Sparkling
メジャー2ndシングル。
13. Ultra Spin Tea Party
14. Rocket World
15. scramble 我が道
16. 美空
通常盤のみ収録

### DVD
3939セット限定 SPECIAL BOX
- welcome II〜mad&hip
- 台湾TheWALLでのライヴ映像9曲
- 台湾密着映像

初回生産限定盤
- welcome II〜mad$hip
- 渋谷C.C.Lemonホールでのライヴ映像12曲
- 渋谷C.C.Lemonホールで上映されたSparkling Hot Shot CM